# Nati nel 1973/Febbraio
| Questa pagina contiene informazioni ricavate automaticamente dalle voci biografiche con l'ausilio del template Bio e di un bot. L'aggiornamento è periodico e automatico e ricostruisce completamente la pagina. Se manca una persona in questa lista, sei pregato di non aggiungerla, ma accertati piuttosto che la sua voce biografica contenga il template Bio e che i dati anagrafici siano correttamente compilati. Se il template Bio manca, inseriscilo tu stesso o, in alternativa, metti l'avviso {{tmp\|Bio}} che ne segnala la mancanza. Se i dati riportati sono sbagliati, correggi direttamente la voce biografica; le modifiche saranno visibili in questa lista entro pochi giorni. Per chiarimenti vedi il progetto biografie. La lista contiene solo le 319 persone che sono citate nell'enciclopedia e per le quali è stato implementato correttamente il template Bio. Pagina aggiornata al 10 ago 2025. |

- 1º febbraio - Roberto Bucchioni, allenatore di calcio e ex calciatore italiano
- 1º febbraio - Massimo Cagnina, attore italiano
- 1º febbraio - Andrew DeClercq, ex cestista e allenatore di pallacanestro statunitense
- 1º febbraio - Marta Dusseldorp, attrice australiana
- 1º febbraio - Gaku Hirasawa, ex sciatore alpino giapponese
- 1º febbraio - Michael Joyce, allenatore di tennis e ex tennista statunitense
- 1º febbraio - Yuri Landman, musicista e musicologo olandese
- 1º febbraio - Elena Makarova, allenatrice di tennis e ex tennista russa
- 1º febbraio - Sarah McLeod, cantante australiana
- 1º febbraio - Srđa Popović, politico e attivista serbo
- 1º febbraio - Oscar Pérez Rojas, dirigente sportivo, allenatore di calcio e ex calciatore messicano
- 1º febbraio - Andre Riddick, ex cestista statunitense
- 1º febbraio - René Schneider, ex calciatore tedesco
- 1º febbraio - Sun Sooley, cantautore senegalese
- 2 febbraio - Ike Ibeabuchi, pugile nigeriano
- 2 febbraio - Aleksander Tammert, ex discobolo estone
- 2 febbraio - Marissa Jaret Winokur, attrice e cantante statunitense
- 2 febbraio - Valerïý Yabloçkïn, ex calciatore kazako
- 3 febbraio - Claudio Acunzo, ex cestista italiano
- 3 febbraio - Luca Poldelmengo, scrittore e sceneggiatore italiano
- 3 febbraio - Cristina Maria Rodríguez, docente statunitense
- 3 febbraio - Mike Schubert, politico tedesco
- 4 febbraio - Titus Channer, ex cestista canadese
- 4 febbraio - Gilberto Jiménez, ex calciatore messicano
- 4 febbraio - Manny Legace, ex hockeista su ghiaccio canadese
- 4 febbraio - Martín Machón, ex calciatore guatemalteco
- 4 febbraio - Barbara Polo, politica italiana
- 4 febbraio - Óscar de la Hoya, pugile e dirigente sportivo statunitense
- 5 febbraio - Kobi Baloul, ex cestista israeliano
- 5 febbraio - Davide Bonora, allenatore di pallacanestro, dirigente sportivo e ex cestista italiano
- 5 febbraio - Deng Yaping, tennistavolista cinese
- 5 febbraio - Olli-Pekka Laine, bassista e compositore finlandese
- 5 febbraio - Richard Matvichuk, ex hockeista su ghiaccio canadese
- 5 febbraio - David Meunier, attore statunitense
- 5 febbraio - Trijntje Oosterhuis, cantante olandese
- 5 febbraio - Serhij Šaptala, generale ucraino
- 5 febbraio - Luca Usberti, ex cestista italiano
- 5 febbraio - Álvaro de Miranda Neto, cavaliere brasiliano
- 6 febbraio - Valentina Carnelutti, attrice, regista e doppiatrice italiana
- 6 febbraio - Eberg, musicista e cantante islandese
- 6 febbraio - Ivan Foschi, politico sammarinese
- 6 febbraio - Frances Hardinge, scrittrice britannica
- 6 febbraio - Vladimir Ivanov Ivanov, ex calciatore bulgaro
- 6 febbraio - Erki Kivinukk, ex cestista estone
- 6 febbraio - Michael Makar, ex sciatore alpino statunitense
- 6 febbraio - Lucy Nethsingha, politica britannica
- 6 febbraio - Paul Nunnari, atleta paralimpico australiano
- 6 febbraio - Nicolae Papuc, ex pentatleta rumeno
- 6 febbraio - Gabriela Potorac, ex ginnasta rumena
- 6 febbraio - Miroslav Radošević, ex cestista e allenatore di pallacanestro serbo
- 6 febbraio - Mass Sarr, ex calciatore liberiano
- 6 febbraio - Ian Scott, attore pornografico francese
- 6 febbraio - Aleš Valenta, ex sciatore freestyle ceco
- 7 febbraio - Davide Bergamini, politico italiano
- 7 febbraio - Tim Bowens, ex giocatore di football americano statunitense
- 7 febbraio - Stephen Fincher, politico statunitense
- 7 febbraio - Kristin Godridge, ex tennista australiana
- 7 febbraio - Bridgette Gusterson, pallanuotista australiana
- 7 febbraio - Juwan Howard, ex cestista e allenatore di pallacanestro statunitense
- 7 febbraio - Niesa Johnson, ex cestista statunitense
- 7 febbraio - Siniša Mulina, allenatore di calcio e ex calciatore bosniaco
- 7 febbraio - Gerd Siegmund, ex saltatore con gli sci tedesco
- 7 febbraio - Kate Thornton, conduttrice televisiva, giornalista e conduttrice radiofonica britannica
- 7 febbraio - Victor Webster, attore canadese
- 7 febbraio - Petăr Žabov, ex calciatore bulgaro
- 8 febbraio - Peter V. Brett, scrittore statunitense
- 8 febbraio - Michelle Brogan, ex cestista australiana
- 8 febbraio - Gianluca Colonnello, allenatore di calcio e ex calciatore italiano
- 8 febbraio - Mike Harder, allenatore di hockey su ghiaccio e ex hockeista su ghiaccio canadese
- 8 febbraio - Project Pat, rapper statunitense
- 8 febbraio - Caterina Klusemann, regista e produttrice cinematografica tedesca
- 8 febbraio - Marc Lloyd-Williams, ex calciatore gallese
- 8 febbraio - Fanny Lú, cantante e attrice colombiana
- 8 febbraio - Andrea Moranty, ex attore pornografico spagnolo
- 8 febbraio - Kalliopī Ouzounī, ex pesista greca
- 8 febbraio - Paco Plaza, regista spagnolo
- 9 febbraio - S'vjatlana Bahinskaja, ex ginnasta sovietica
- 9 febbraio - Nathan Barr, compositore e musicista statunitense
- 9 febbraio - Colin Egglesfield, attore e modello statunitense
- 9 febbraio - Mika Marila, ex sciatore alpino finlandese
- 9 febbraio - Makoto Shinkai, animatore, regista e scrittore giapponese
- 9 febbraio - Yoshitomo Tani, ex giocatore di baseball giapponese
- 9 febbraio - Ivan Tončev, ex calciatore bulgaro
- 10 febbraio - Robert Arteaga, ex calciatore boliviano
- 10 febbraio - Núria Añó, scrittrice spagnola
- 10 febbraio - MusicaPerBambini, cantautore italiano
- 10 febbraio - Gunn-Rita Dahle, mountain biker e ciclista su strada norvegese
- 10 febbraio - Martha Lane Fox, imprenditrice e politica britannica
- 10 febbraio - Pavel Latuška, politico bielorusso
- 10 febbraio - Mr. T-bone, cantante, trombonista e compositore italiano
- 10 febbraio - Monika Tschirky, ex sciatrice alpina svizzera
- 11 febbraio - Francesca Cola, ex velocista italiana
- 11 febbraio - Mathias Fredriksson, ex fondista svedese
- 11 febbraio - Hernandez, wrestler statunitense
- 11 febbraio - Ethan Iverson, pianista e compositore statunitense
- 11 febbraio - Jeon Do-yeon, attrice sudcoreana
- 11 febbraio - Michail Solov'ëv, ex cestista e allenatore di pallacanestro russo
- 11 febbraio - Varg Vikernes, cantante e musicista norvegese
- 11 febbraio - Piotr Wadecki, dirigente sportivo e ex ciclista su strada polacco
- 12 febbraio - Radka Bobková, ex tennista cecoslovacca
- 12 febbraio - Saulos Chilima, politico malawiano († 2024)
- 12 febbraio - Marques Batista de Abreu, ex calciatore brasiliano
- 12 febbraio - Gianni Romme, ex pattinatore di velocità su ghiaccio olandese
- 12 febbraio - Shunza, cantante e compositrice cinese
- 12 febbraio - Tara Strong, attrice e doppiatrice canadese
- 12 febbraio - Dragan Tadić, allenatore di calcio e ex calciatore croato
- 13 febbraio - Mikel Antía, allenatore di calcio e ex calciatore spagnolo
- 13 febbraio - Claudio Deoricibus, compositore e chitarrista italiano
- 13 febbraio - Ian Duncan, barone Duncan di Springbank, politico britannico
- 13 febbraio - Frédéric Gigon, ex calciatore liechtensteinese
- 13 febbraio - Caren Lissner, scrittrice e giornalista statunitense
- 13 febbraio - Ronald Maul, ex calciatore tedesco
- 13 febbraio - Tomohito Nishiura, compositore giapponese
- 13 febbraio - Bas Roorda, ex calciatore olandese
- 13 febbraio - Ethan Stiefel, ballerino e coreografo statunitense
- 14 febbraio - David Aucagne, ex rugbista a 15 e allenatore di rugby a 15 francese
- 14 febbraio - Annalisa Buffa, matematica italiana
- 14 febbraio - Mustapha Chadili, ex calciatore marocchino
- 14 febbraio - Jason Douglas, attore e doppiatore statunitense
- 14 febbraio - Tyus Edney, ex cestista, allenatore di pallacanestro e dirigente sportivo statunitense
- 14 febbraio - Deena Kastor, maratoneta e mezzofondista statunitense
- 14 febbraio - Sebastián Keitel, velocista e politico cileno
- 14 febbraio - Kim Hyun-soo, ex calciatore sudcoreano
- 14 febbraio - Simon Kulli, vescovo cattolico albanese
- 14 febbraio - Steve McNair, giocatore di football americano statunitense († 2009)
- 14 febbraio - Panjabi MC, cantante, rapper e disc jockey britannico
- 14 febbraio - Qin Yiyuan, ex giocatrice di badminton cinese
- 14 febbraio - Yuka Satō, allenatrice di pattinaggio e ex pattinatrice artistica su ghiaccio giapponese
- 14 febbraio - Michael Sucsy, regista, sceneggiatore e produttore cinematografico statunitense
- 14 febbraio - Sergej Nikolaevič Tivjakov, scacchista olandese
- 14 febbraio - Ariel Vromen, regista, sceneggiatore e produttore cinematografico israeliano
- 14 febbraio - Viktor Zemcev, triatleta ucraino
- 15 febbraio - Raffaele Ametrano, allenatore di calcio e ex calciatore italiano
- 15 febbraio - Fayçal Badji, dirigente sportivo e ex calciatore algerino
- 15 febbraio - Anna Dogonadze, ginnasta tedesca
- 15 febbraio - Luis Filosa, ex calciatore venezuelano
- 15 febbraio - Francesco Ingargiola, ex maratoneta italiano
- 15 febbraio - Adrian Lewis Morgan, attore gallese
- 15 febbraio - Kateřina Neumannová, dirigente sportiva, ex fondista e ex mountain biker ceca
- 15 febbraio - Shin Eun-kyung, attrice sudcoreana
- 15 febbraio - Ricardo Triviño, pilota di rally messicano
- 15 febbraio - Amy Van Dyken, ex nuotatrice statunitense
- 15 febbraio - Sarah Wynter, attrice australiana
- 16 febbraio - DQ, cantante danese
- 16 febbraio - Christian Bassedas, dirigente sportivo, allenatore di calcio e ex calciatore argentino
- 16 febbraio - Cathy Freeman, ex velocista australiana
- 16 febbraio - Vincenzo Frungillo, poeta italiano
- 16 febbraio - Lindstrøm, musicista e disc jockey norvegese
- 16 febbraio - Rebecca Lord, attrice pornografica francese
- 16 febbraio - Pascal Maria, ex giudice di tennis francese
- 16 febbraio - Luís Montenegro, politico portoghese
- 16 febbraio - Tania Scacchetti, sindacalista italiana
- 16 febbraio - Ryūji Tabuchi, ex calciatore giapponese
- 16 febbraio - Gianluca Valoti, dirigente sportivo e ex ciclista su strada italiano
- 16 febbraio - Yoon Jong-hwan, allenatore di calcio e ex calciatore sudcoreano
- 16 febbraio - Harald Zingerle, ex hockeista su ghiaccio italiano
- 17 febbraio - Drew Barry, ex cestista statunitense
- 17 febbraio - Goran Bunjevčević, calciatore serbo († 2018)
- 17 febbraio - Osvaldo Canobbio, ex calciatore uruguaiano
- 17 febbraio - Shirley Clamp, cantante svedese
- 17 febbraio - Antony Cordier, regista, sceneggiatore e montatore francese
- 17 febbraio - Lucy Davis, attrice britannica
- 17 febbraio - Liesbeth Homans, politica belga
- 17 febbraio - Raphaël Ibañez, ex rugbista a 15, allenatore di rugby a 15 e politico francese
- 17 febbraio - Kent Karlsen, ex calciatore norvegese
- 17 febbraio - David McIntosh, ex calciatore venezuelano
- 17 febbraio - Massimo Pauletto, architetto e scenografo italiano
- 17 febbraio - Niina Päivänurmi, cantante finlandese
- 17 febbraio - Hayley Tullett, ex mezzofondista britannica
- 17 febbraio - Marek Švec, lottatore cecoslovacco
- 18 febbraio - Chris Beard, allenatore di pallacanestro statunitense
- 18 febbraio - Hans Berggren, ex calciatore svedese
- 18 febbraio - Carlo Caione, ex rugbista a 15 e dirigente sportivo italiano
- 18 febbraio - Claudio Cupellini, regista e sceneggiatore italiano
- 18 febbraio - Michael Green, sceneggiatore e produttore televisivo statunitense
- 18 febbraio - Ivana Iozzia, maratoneta italiana
- 18 febbraio - Irina Lobačëva, ex danzatrice su ghiaccio russa
- 18 febbraio - Claude Makélélé, allenatore di calcio, dirigente sportivo e ex calciatore francese
- 18 febbraio - Melani Olivares, attrice spagnola
- 18 febbraio - Patrizia Spuri, ex velocista italiana
- 18 febbraio - Regan Sue, ex rugbista a 15 e allenatore di rugby a 15 neozelandese
- 18 febbraio - Štefan Tarkovič, allenatore di calcio, dirigente sportivo e ex calciatore slovacco
- 18 febbraio - Frédéric Thoraval, montatore francese
- 18 febbraio - Tom Wisdom, attore britannico
- 19 febbraio - Trine Hansen, ex canottiera danese
- 19 febbraio - Róbert Hegedűs, ex canoista ungherese
- 19 febbraio - Gilbert Jean-Baptiste, ex calciatore haitiano
- 19 febbraio - Hassan Kachloul, ex calciatore marocchino
- 19 febbraio - Masafumi Kawaguchi, ex giocatore di football americano e allenatore di football americano giapponese
- 19 febbraio - Eric Lange, attore statunitense
- 19 febbraio - Nikos Oikonomou, ex cestista e allenatore di pallacanestro greco
- 19 febbraio - Terrence Rencher, ex cestista e allenatore di pallacanestro statunitense
- 20 febbraio - Orlando Antigua, ex cestista e allenatore di pallacanestro dominicano
- 20 febbraio - Kimberley Davies, attrice australiana
- 20 febbraio - Mike Dierickx, disc jockey belga
- 20 febbraio - Alessandro Gaucci, dirigente sportivo e imprenditore italiano
- 20 febbraio - Jostein Grindhaug, allenatore di calcio e ex calciatore norvegese
- 20 febbraio - Giorgia Gueglio, cantante italiana
- 20 febbraio - Vladimir Ilic, ex giocatore di football americano e allenatore di football americano tedesco
- 20 febbraio - Oliver Kostić, allenatore di pallacanestro serbo
- 20 febbraio - Anna Macina, politica italiana
- 20 febbraio - Maria Laura Paxia, politica italiana
- 20 febbraio - François Peronnet, allenatore di pallacanestro francese
- 20 febbraio - Elena Pšikova, ex cestista russa
- 20 febbraio - Indrek Saar, attore e politico estone
- 20 febbraio - Lorena Sánchez, ex calciatrice spagnola
- 20 febbraio - Claudiu Târziu, politico romeno
- 21 febbraio - Damjan Fras, ex saltatore con gli sci sloveno
- 21 febbraio - Andrei Frascarelli, ex calciatore brasiliano
- 21 febbraio - Elsa Girardot, schermitrice francese († 2017)
- 21 febbraio - Cosimo Grottoli, karateka e maestro di karate italiano
- 21 febbraio - Heri Joensen, chitarrista faroese
- 21 febbraio - Paulo Rink, ex calciatore brasiliano
- 21 febbraio - Brian Rolston, ex hockeista su ghiaccio statunitense
- 21 febbraio - Justin Sane, cantante e chitarrista statunitense
- 21 febbraio - Robert Schörgenhofer, arbitro di calcio austriaco
- 21 febbraio - Bowie Tsang, cantante, scrittrice e conduttrice televisiva taiwanese
- 21 febbraio - Tyrus, ex wrestler statunitense
- 21 febbraio - Rasmus Videbæk, direttore della fotografia danese
- 21 febbraio - Chris Yarangga, ex calciatore indonesiano
- 21 febbraio - Juan José de los Ángeles, ex ciclista su strada spagnolo
- 22 febbraio - Archil Arveladze, ex calciatore georgiano
- 22 febbraio - Shota Arveladze, allenatore di calcio e ex calciatore georgiano
- 22 febbraio - Michal Beran, ex hockeista su ghiaccio slovacco
- 22 febbraio - Masato Fue, ex calciatore giapponese
- 22 febbraio - Philippe Gaumont, ciclista su strada e pistard francese († 2013)
- 22 febbraio - Olivier Girault, allenatore di pallamano, ex pallamanista e dirigente sportivo francese
- 22 febbraio - Aleksandr Kott, regista russo
- 22 febbraio - Plamen Kralev, pilota automobilistico e imprenditore bulgaro
- 22 febbraio - Claus Lundekvam, ex calciatore norvegese
- 22 febbraio - Daniel Loeble, batterista svizzero
- 22 febbraio - Alex Metzger, bobbista tedesco
- 22 febbraio - Édouard Ngirente, economista e politico ruandese
- 22 febbraio - Fabrizio Paterlini, pianista e compositore italiano
- 22 febbraio - Juninho Paulista, dirigente sportivo e ex calciatore brasiliano
- 22 febbraio - Scott Phillips, batterista statunitense
- 22 febbraio - Gianfranco Rufa, politico italiano
- 23 febbraio - Francesco Bellucci, dirigente sportivo e ex calciatore italiano
- 23 febbraio - Therese Comodini Cachia, politica e avvocata maltese
- 23 febbraio - Arnold Dwarika, ex calciatore trinidadiano
- 23 febbraio - Angus Eve, allenatore di calcio e ex calciatore trinidadiano
- 23 febbraio - Daniel Jobim, cantante, compositore e pianista brasiliano
- 23 febbraio - Jeff Nordgaard, ex cestista e allenatore di pallacanestro statunitense
- 23 febbraio - Khalid Mohammed Sabbar, ex calciatore iracheno
- 23 febbraio - Linda Ulvaeus, attrice e cantante svedese
- 24 febbraio - Lorenzo Campani, cantautore italiano
- 24 febbraio - Chan Li-yun, ex cestista taiwanese
- 24 febbraio - Antony Dupuis, ex tennista francese
- 24 febbraio - Grzegorz Gilewski, arbitro di calcio polacco
- 24 febbraio - Fernando Hernández, ex pallamanista spagnolo
- 24 febbraio - Jordan Jovčev, ex ginnasta e dirigente sportivo bulgaro
- 24 febbraio - Aleksej Kovalëv, ex hockeista su ghiaccio russo
- 24 febbraio - Lars Kraume, regista e sceneggiatore tedesco
- 24 febbraio - Rob Morgan, attore statunitense
- 24 febbraio - Sonja Oberem, ex triatleta e maratoneta tedesca
- 24 febbraio - Christína Papadáki, ex tennista greca
- 24 febbraio - Philipp Rösler, politico tedesco
- 24 febbraio - Rainbow Rowell, scrittrice statunitense
- 24 febbraio - Renzo Tasso, allenatore di calcio e ex calciatore italiano
- 24 febbraio - Heather Whitestone, modella statunitense
- 24 febbraio - Donald Williams, ex cestista e allenatore di pallacanestro statunitense
- 25 febbraio - Andreas Babler, politico austriaco
- 25 febbraio - Alpha Baldé, ex calciatore seychellese
- 25 febbraio - Daryl Gardener, ex giocatore di football americano statunitense
- 25 febbraio - Hélène de Fougerolles, attrice francese
- 25 febbraio - Valdo Gamberutti, autore televisivo e scrittore italiano
- 25 febbraio - Kim Yoon-man, pattinatore di velocità su ghiaccio sudcoreano
- 25 febbraio - Anson Mount, attore statunitense
- 25 febbraio - Peter Ndlovu, ex calciatore zimbabwese
- 25 febbraio - Kirrily Sharpe, ex tennista australiana
- 25 febbraio - Ayumi Takano, attrice, conduttrice televisiva e scrittrice giapponese
- 25 febbraio - Gareth Taylor, allenatore di calcio e ex calciatore britannico
- 25 febbraio - Gerard Wiekens, ex calciatore olandese
- 25 febbraio - Alena Zubrylava, biatleta ucraina
- 26 febbraio - ATB, disc jockey, musicista e produttore discografico tedesco
- 26 febbraio - Tricia Bader, ex cestista e allenatrice di pallacanestro statunitense
- 26 febbraio - Anders Björler, musicista svedese
- 26 febbraio - Jonas Björler, bassista svedese
- 26 febbraio - Samantha Ceroni, allenatrice di calcio e ex calciatrice italiana
- 26 febbraio - Marshall Faulk, ex giocatore di football americano statunitense
- 26 febbraio - John McCord, ex cestista statunitense
- 26 febbraio - Chiara Muti, attrice cinematografica e attrice teatrale italiana
- 26 febbraio - Miguel Simão, ex calciatore portoghese
- 26 febbraio - Ole Gunnar Solskjær, allenatore di calcio e ex calciatore norvegese
- 26 febbraio - Małgorzata Szumowska, regista, sceneggiatrice e produttrice cinematografica polacca
- 26 febbraio - Jenny Thompson, ex nuotatrice statunitense
- 26 febbraio - Ida Wolden Bache, economista norvegese
- 27 febbraio - Sinan Albayrak, attore turco
- 27 febbraio - Peter Andre, cantante e personaggio televisivo britannico
- 27 febbraio - Federico Bertolucci, fumettista italiano
- 27 febbraio - Massimo Codol, dirigente sportivo e ex ciclista su strada italiano
- 27 febbraio - Abdulaziz Hassan, ex calciatore qatariota
- 27 febbraio - Chiara Iezzi, cantautrice, musicista e attrice italiana
- 27 febbraio - Murat Kumpilov, politico russo
- 27 febbraio - Aleksej Lezin, pugile russo
- 27 febbraio - Li Bingbing, attrice cinese
- 27 febbraio - Luca Moro, pilota automobilistico italiano († 2014)
- 27 febbraio - Trajče Nedev, scacchista macedone
- 27 febbraio - Satu Salonen, ex fondista finlandese
- 27 febbraio - Ali Tabatabaee, cantante iraniano
- 27 febbraio - Goran Vujević, dirigente sportivo e ex pallavolista montenegrino
- 28 febbraio - Dmitrij Vadimovič Alekseev, calciatore russo († 2025)
- 28 febbraio - Alexandre da Silva Mariano, ex calciatore brasiliano
- 28 febbraio - Angela Aycock, ex cestista statunitense
- 28 febbraio - Maria Luigia Borsi, soprano italiano
- 28 febbraio - Philippe Brunel, allenatore di calcio e ex calciatore francese
- 28 febbraio - Rodger Corser, attore australiano
- 28 febbraio - Eivind Eriksen, ex calciatore norvegese
- 28 febbraio - Simone Hankin, pallanuotista australiana
- 28 febbraio - Nekeshia Henderson, ex cestista statunitense
- 28 febbraio - Henka Johansson, batterista svedese
- 28 febbraio - Raúl Lara, ex calciatore messicano
- 28 febbraio - Eric Lindros, ex hockeista su ghiaccio canadese
- 28 febbraio - Nicolas Minassian, pilota automobilistico francese
- 28 febbraio - Christophe Oriol, ex ciclista su strada francese
- 28 febbraio - Natallja Safronnikava, ex velocista e triplista bielorussa
- 28 febbraio - Masato Tanaka, wrestler giapponese
- 28 febbraio - Xavi Valero, allenatore di calcio e ex calciatore spagnolo
- 28 febbraio - Valentina Vicario, attrice italiana